# シンガポール華僑粛清事件
シンガポール華僑粛清事件（シンガポールかきょうしゅくせいじけん）とは、1942年2月から3月にかけて、日本軍の占領統治下にあったシンガポールで、日本軍(第25軍)が、中国系住民多数を掃討作戦により殺害した事件。1947年に戦犯裁判(イギリス軍シンガポール裁判)で裁かれた。

## 概要
1942年2月15日、イギリス軍が日本軍の第25軍に降伏し、日本軍はシンガポールを占領した。
同月21日に、第25軍司令部は、抗日分子の摘発・処刑のため、シンガポールの市街地を担当する昭南警備隊、シンガポール島のその他の地域を担当する近衛師団、マラヤ半島のジョホール州を担当する第18師団およびジョホール州以外のマラヤ全域を担当する第5師団に抗日分子の多いと見られた華僑の粛清を命じ、シンガポールを含むマレー半島各地で掃討作戦が行われることとなった。
日中間の戦争状態が拡大する中で、東南アジア各地では、日本軍施政圏下の華僑による反日感情がたかまり、対中支援活動が盛んになっており、特にシンガポールの華僑は1938年10月の南僑総会の組織化に中心的な役割を果たし、1941年12月30日にはイギリス当局の要請もあって中華総商会を中心に星州華僑抗敵動員総会を発足させるなどしていたため、日本軍はイギリス領マラヤとくにシンガポールの華僑が東南アジアにおける抗日運動の中心になっていると見なしていた。

## 前景･背景･後景
前景
シンガポールを含めたマレー半島には元々マレー人が住んでいたが、ここを19世紀に植民地化した英国が主に、錫鉱山の労働者として中国人を、ゴム園の労働者としてインド南部のタミル人を主とするインド人を労働者として導入した。やがて中国人は小規模ながら錫鉱山経営や商業、ゴム園の労働者や経営にも進出、インド人は金融･商業にも進出、マレー人は米作を主とする農業に従事していた。やがて中国人はマレー人と並ぶ人口になっていった。（1941年6月には中国人238万人と、マレー人228万人を超えるまでになったとされる。）しかし、英国は旧来のマレー支配層との関係を重視、親マレー人政策（戦後のブミプトラ政策ではない）を取り、官吏にマレー貴族、警官にもマレー人を登用、さらに1930年代の大恐慌時代には錫鉱山･ゴム農園の閉鎖が相次ぎ、職を失った中国人らは帰国するか居住地近くの土地で農作業に携わるしかなくなったが、英国側はマレー人との意識を持つサルタンらの要求に応じて中国人の土地取得を制限し、マレー人を保護する政策をとった。そのため、中国系住民の不満が高まっていったとされるが、比較的早くから行われていたことや太平洋戦争前は中国人･マレー人の居住地は分かれていたため、対立は目立ったものにならなかったとされる。不況は1930年代後半期に恐慌前の水準に回復、さらに日中戦争や第2次世界大戦の勃発もあり米国への輸出が増え、マラヤの錫は1940年には世界の1/3、ゴムは1939年には世界の40%近くの生産を占めるようになっていった。
背景
もともと日本軍の南方占領の目的は1941年11月20日大本営政府連絡会議で決定されたように重要資源の獲得であった。他にも南方軍総司令部でも、そのための抽象的な方針は示されたが、東南アジア各地で経済的な力を持っていた華僑に対する具体的な施策は現地の軍に任された。例えば、マラヤを占領した第25軍の「華僑工作実施要領」(1941年12月)では服従を誓い協力を惜しまない動向をとらざる者に対しては断乎その生存を認めないとしていた。対して、中国系住民の側では日中戦争以来、蒋介石などの抗日政府を支持し、義捐金の募集･寄付、故国投資活動、日貨排斥、宣伝活動を行い、日本がマラヤに侵攻してくると抗日組織に身を投じた者も多かった。
シンガポールでの華僑粛清が起こった背景としてはしばしば以下のように語られる。①華僑が日本軍のマレー作戦中に火花信号による英軍機誘導等の通敵行為をした、②最も信じられている理由として、シンガポール戦とくにブキテマ高地において華僑義勇軍が勇敢に戦い、日本軍に多大な犠牲を強いた、③戦犯裁判でも理由として挙げられた、抗日華僑が市内で武装攪乱を準備、あるいは市内の治安が悪化あるいはその危険性があった。ただし、①具体的な事例は極めて少なく、大西憲兵隊中佐も技術的に困難で、軍の不安が招いた懸念ではないかとしている、また、マレー戦そのもので華僑ゲリラが活動した実績も能力もほとんど無かった、②抵抗の激しかったブキテマでも華僑義勇軍の実績や能力については殆ど同様で、義勇軍側の思い入れや自己宣伝である、③むしろ、大西憲兵隊中佐は治安は憲兵隊等の入市とともに回復傾向に向かっていったとし、これは当時の大谷敬二郎憲兵中佐や第18師団支隊を率いた侘美浩少将等の当事者らの証言や河村少将日記の原本とも一致する。（実際に行為者らが、粛清当時の言動としている内容については、後述の事件を参照のこと。）
後景（とくに戦中･戦後のマレー半島側に及ぼした影響）
マラヤ共産党･人民抗日軍は本来人種･性別を問わない組織で、マレー人やインド人の部隊もあったものの、事実上その９割以上が中国系住民からなる組織であった。日本軍のマラヤ侵攻以前から、抗日グループの結成は進んでいたようではあるがきわめて弱体で、有効な抵抗ができるようなものでなかったと見られるものの、シンガポールでの華僑虐殺を受けてマレー半島では華人らの参加が大きく進み、さらにその後の英軍による武器援助を受けて、有効な抗日活動が初めて可能になったとされる。日本側は抗日運動を弾圧、取り締まるため、台湾人等の中国人さらに現地中国人やマレー人の協力者を情報提供者、さらにはマレー人警官等の現地人を使って直接、弾圧を担わせるようになっていった。その結果として、中国人を主とする抗日組織も、中国人の対日協力者だけでなく、報復に人種を問わずマレー系やインド系の対日協力者も含めて襲撃するようになっていき、今度は、さらにその報復として、マレー系住民も中国系住民の集落を襲撃していったとされる。この日本軍側の分断策の結果として、皮肉なことに中国系住民の華人としての一体感が高まった一方で、華人とマレー系住民の対立が起こっていったとされる。太平洋戦争後、抗日組織が表に出てくると、これは激化、報復合戦はいっそう激しくなり、これは1946年3月頃まで続いたとされる。その後、共産政権の樹立を目指すマラヤ共産党と植民地支配の維持を狙う英軍との闘いとなり、マレーシア独立後も英軍の戦いをマレーシア新政府が引継ぐ形でマレー半島では共産勢力との戦いが続くこととなった。

## 事件
一般に、日本ではこの粛清は、一次が市街地区で昭南警備隊（それまでの憲兵隊が中心であった）により2月21日～2月23日（一部は長引いて25日か26日まで）、二次がシンガポール島の郊外地区で近衛師団により2月28日~3月１日まで実施されたといわれる。しかし、実際には、2月8日深夜シンガポール島への上陸直後から一週間ほどのシンガポール線の中で0次ともいうべき華僑虐殺が始まっていたとされる。（また、この中で、犠牲者が華僑というわけではないが、アレクサンドラ病院事件という日本軍による虐殺事件が起きている。）
シンガポールの占領後、戦闘部隊は不祥事件の発生を警戒してシンガポール郊外に留められ、1942年2月16日に、市内の治安維持やイギリス軍の武装解除にあたるため、第2野戦憲兵隊がシンガポール市内に入った。同月17日、第5師団歩兵第9旅団長だった河村参郎少将が昭南警備隊の司令官に任命され、同警備隊には、第2野戦憲兵隊に加えて、第5師団から歩兵第11連隊第3大隊と歩兵第41連隊第1大隊が配属された。また軍参謀・林忠彦少佐が警備隊付とされた。
第25軍の山下奉文軍司令官は、河村少将に、軍の主力部隊を速やかに新作戦へ転用するため、日本側にとってのシンガポールの安全を乱し、軍の作戦を妨げる可能性のある華僑「抗日分子」を掃討することを指示した。作戦の詳細については軍参謀長・鈴木宗作中将、軍参謀・辻政信中佐から指示があり、掃討作戦の終了後は警備隊の兵員を別作戦に転用するので、作戦を同月23日までに終わらせること、選別対象は①元義勇軍兵士、②共産主義者、③略奪者、④武器を所持・隠匿している者および⑤日本軍の作戦を妨害する虞のある者、治安と秩序を乱す者並びにその虞のある者とすること、掃討の方法として、中国人の住民を集めて抗日分子を選別、並行して疑わしい場所を捜索して隠れている者を拘束し、抗日分子は全て秘密裏に処刑することなどが伝えられた。また、市内を担当する昭南警備隊については辻参謀が作戦の監督役とされた。河村少将は、とくに⑤の抗日分子（並びにその虞のある者）の選別が難しいと鈴木参謀長に相談し、先に入手していた中国人団体メンバーの名簿をもとに選別を行うことにした。
なお、上記名簿については、虐殺に責任がある憲兵隊の指揮官クラスの話に出てくるだけで、現場で選別にかけられた現地住民はもとより、現場実行にあたった一般の憲兵･補助憲兵らからも実際にそういった名簿があったという証言はみられない。（わずかに、ＴＢＳ出身のノンフィクション作家の中島みちがその著書に、憲兵らが現地住民らに名簿が見えないよう隠して利用しているのを見たと、親しい知人でマレー戦時の従軍記者であった者から聞いたとして書いている。ただし、中島は、その知人とは同じジャーナリスト仲間にあたる関係で、内容も差障りがあるとは思えないことにもかかわらず、また、著書の性格からも証言者の名を明らかにすべきものでありながら、その元記者の名をなぜか伏せており、全く真偽が不明である。）
その後河村少将は第2野戦憲兵隊の大石隊長に指示を伝え、大石隊長が林忠彦参謀と相談して警備隊命令を作成した。また、元憲兵隊員の大西覚の回想録や、同人が分担して書いたか同人への取材によると見られる『日本憲兵正史』では、実施要領を定め、1.(警官･密偵等の)現地人を利用する、2.(イポーで入手した抗日献金目的の団体やその他の進言による）名簿を基準とする、3.老幼婦女子･病人を先に検問する、4.共産党員･義勇軍･ゲリラ党加盟者は特に厳重にする、5.無頼漢･前科者は現地人証言と警察･刑務所の記録を参考にする、6.指定地域に集合後の空家は適宜検索する、7.検問をパスした者に領民証を交付することを決めたという。林は、これが鈴木参謀長の指示と微妙にズレがあることについて、大石憲兵隊長段階での具体化の過程でこうなったのではないかと考えている。ただし、集合者は18~50歳の男性と25軍司令官名で布告され、そのように現地新聞にも載っている。女性を集めていたところもあったこと等から、1.～7.は戦犯裁判にあたって関係者擁護も見据えた上で元憲兵隊員らが持寄った情報から、彼らなりに起こった事態を理解して、再構築した情報である可能性もある（もし婦女子も含めて検問するなら、日数が足りないものがますます足りなくなる筈となる）。また憲兵は選別を担当することとし、処刑場所の選定や処刑方法は近衛師団の歩兵を憲兵の補助に充てた「補助憲兵」が担当することとした。
2月19日に大西の回想録では山下軍司令官の名で「シンガポール在住の18-50歳の華僑は21日正午までに所定の場所に集合せよ」とする警備隊命令が布告されたとする。また、これに従わない者は厳重処分されるものとされていた。
2月21日から23日にかけて、憲兵隊はシンガポールを5つの地区に分けて検問を行った。集合場所に集まってきた華僑を尋問し、選別された華僑をトラックに載せて海辺や山中に連行し、あるいは小舟で海上に連れ出し、機銃掃射により殺害した。
これらの日本軍による華僑殺害は、中国語で「検証大屠殺（中国語：检证大屠杀）」あるいは「大検証（中国語：大检证）」と呼ばれた。また、日本語からの「粛清（中国語：肃清、英語：Sook Ching）」という言葉も知られている。（参考：肃清大屠杀）
選別にあたっては現地人協力者も利用、彼らが華僑らから報復を受けないよう、KKKを思わせるフードを彼らに被らせて選別にあたらせているケースもあった。一方で、殺害の対象となった「抗日分子」の選別は、事前に取り決めた基準や（本当に存在したか疑問があるが）名簿に照合する方法で厳密に行われていたわけではなく、辻参謀が現場を訪れて「シンガポールの人口を半分にするつもりでやれ」と指示を飛ばすなど、粛清する人数そのものが目的化されていたため、外見や人相からそれらしい人物を適当に選び出していた。このため、多数の無関係のシンガポール華僑が殺害された。
また、集合させられる華僑らには、本来は一定年齢の成人男性（15～50歳とされているものが多い）の華僑のみを対象に5日分の糧食を持参して決められた場所に集合するよう指示するはずだったが、地区･日時により、全く飲食物の持参が指示されていなかったケース、6日分の糧食とされていたケース、男女問わず集められたケース等様々であった。林博史はこれを実施にあたって混乱があったものと解釈しているが、人が集まらないために日本軍から住居から狩り立てて集めたケースも一部にはあるものの、現地研究者の許雲樵の報告によれば、検証が終わった後、女性が何名か消えていたケース、成年女性と子連れでない若い女性のみが別に分けて閉じ込められてやがて騒ぎ出した所かなり上級の将校がやって来て女性らを釈放させた為に事なきを得たケース等もあり、勝手に慰安婦を確保しようとした場合や、華僑らに初めから多くの糧食持参を指示すれば遠方に連れ去られる可能性があると考えて逃げ出すことを恐れ、どうせ殺すならと初めから意図的に食料持参を指示しなかった場合もあったことが疑われる。糧食を持参しなかったケースでは、たまたま集合地域に住んでいた華僑らが同情して差入を行ったり、妻子らが見張りの日本兵に殴られて泣きながらも夫らに差入を続けたり、それもなければ、ときおり来るスコールに頼って水分補給をしていたようである。
この時の被害者数については、後述「被害者数」を参照。
華僑粛清事件のとき、シンガポール総日本領事館の篠崎護は、警備司令部の特別外事高等係という立場を利用して、日本軍と戦前から関係あることを示す保護証をついにはガリ版刷りまで使って作成・発行し、多数の華人を摘発から免れさせた。戦後にシンガポールの中華総商会主席に就いた陳共存（K・C・TAN）も保護証で難を逃れたと述べている。

## 戦犯裁判

### 起訴
1947年3月10日、イギリス軍シンガポール裁判で、陸軍の、近衛師団長・西村琢磨中将、昭南警備隊長・河村参郎中将と、第2野戦憲兵隊長・大石正幸中佐ら5人の憲兵隊の将校が、一般住民の生命と安全に責任ある立場にありながら、シンガポールの中国系住民多数の殺害に関与し、戦争法規と慣習に違反したとして起訴された。ただし、起訴された被告に対して、粛清の命令を出したとされる上層部の第25軍の山下奉文司令官、軍参謀の辻政信中佐・朝枝繁春少佐は、後述した理由(#裁判余録参照）で、この裁判では拘束・起訴されなかった。

### 公判
1947年3月10日からシンガポールのビクトリア・メモリアルホールで開始された裁判では、主として、上官命令が戦争犯罪行為の弁護理由になるか否か、粛清・虐殺が「軍事的必要で緊急かつ不可避に要求するもの」であったかが議論された。
検察官側は、事実関係として、
- 2月18日 プンゴール・ロード末端近くの海岸にて 約300名
- 3月1日頃 チャンギ・ロード10マイル里標近くにて200名から300名
- 2月23日頃 東海岸ロードの7.5マイル(約12キロ)地点にて約120名、タナメラ地域チャンギ海岸にて500名から600名
- 2月16日以降 タンジョン・パガーにて約150名
- 2月21日以降 フォート・カニング近くのチャンギ海岸にて200名から400名
- 2月23日 アンバー・ロード近くの海岸にて約500名

の華人が殺害されたと主張した。
弁護側は、多数殺害の事実関係そのものは争わなかった。軍隊内での作戦命令は絶対であり、それに従っただけであることを主張した。また上層部を満足させるため、殺害した人数を水増しして報告しており、供述した人数が起訴状では民間人の証言によって更に水増しされていると主張した被告人もいた。
これに対して検察側は、軍事上の必要性は戦争法規からの逸脱の免責事由にはならないと反論した。

### 判決
1947年4月2日、河村警備隊長と大石憲兵隊長の2人に絞首刑、他の5人に終身刑が宣告された。
弁護側は、被告人全員の死刑を想定しており、判決は予想外のものだった。全員死刑とならなかった要因として、弁護人の1人は、弁護側のアドバイザーとなったベイト大尉から「グッド・フライデー前に酌量減刑の嘆願をすれば宗教的に好影響がある」との助言を受け入れて実行した結果、好影響があったとしている。このほかにもベイト大尉は、英軍がイギリス攻略の際に類似のゲリラ殲滅作戦を行った例を挙げたり、広島・長崎における原爆による一般民衆の被害状況を訴えて判決を有利に導いたとされる。
他方で中国系住民にとっては虐殺された華僑側人数の多さに比して不満の多い判決となり、中国系の新聞は裁判の量刑が不当であると非難し、再審を求める論評が相次いだ。とくにシンガポールの華人社会では、"マレーの虎"と呼ばれた山下泰文をシンガポールでの罪で裁くことができず、それに次いで、彼らが"二番目の虎"とした西村中将が死刑を免れたことに失望、著名な中国系指導者らが提訴委員会を設立、判決の寛大さを非難、再審の要求に加えて、公開処刑を要求した。なお、西村中将はシンガポール攻略前のマレー侵攻時の別の虐殺事件で、後にマヌス島で行われた戦犯裁判で死刑となっている。
しかし、英国は戦争犯罪裁判所の規定により再審はできない、より重い刑は科すことはできないと発表し、確認官は「終身刑は十分に重い刑罰である」として確認結果を判決どおりとした。同年5月29日、確認結果が発表され、同年6月26日にチャンギー刑務所で2人の死刑が執行された。その際、英側は中国人社会の感情を考慮、憲兵隊の一将校が先にクアラルンプールの裁判で死刑判決を受けていたことから、その処刑を遅らせてシンガポールに移送、公開処刑の代わりに華人社会から女性2名を含む８名を立ち会わせて、３人となった死刑囚の絞首刑を実施したとされる。

### 裁判余録
第25軍の山下奉文司令官は、アメリカ軍のマニラ裁判で死刑が確定し、1946年2月に処刑されていたため、起訴されなかった
華僑粛清を計画・主導したとみられている軍参謀の辻政信中佐は、終戦時にバンコクで僧に変装して潜行し、インドシナ・中国を経て1948年5月に日本に帰国、数人の元高級将校に匿われて戦犯追及を逃れていた。英軍は辻の帰国直後から辻の捜査を再開したが逮捕には至らず、1949年9月30日に戦犯裁判終了をGHQに通告した。GHQはそれを受けて辻を戦犯容疑者の逮捕リストから削除し、辻をGHQ参謀第2部(G2)のエージェントとして利用するようになった。結局辻が戦犯として逮捕・起訴されることはなかった。事件当時第2野戦憲兵隊の分隊長だった大西覚は、戦後の回顧録の中で、河村参郎・大石はむしろ粛清に反対したが、命令の当事者の辻政信が戦犯逃れの逃亡中だったために、責任をとらされて処刑されたとしている。裁判において河村・大石らの指揮官たちは、短期間に大量の市民から敵性華人を選り分けるのは不可能であると、辻たち上層部に抗弁したが認められなかったと証言している。裁判中、辻は逃亡し行方をくらませており、河村・大石の両名が処刑された後に世間に現れ、結果的に戦犯にはならなかった。
辻参謀とともに粛清を主導したとみられている軍参謀の朝枝繁春少佐は、戦後シベリアに抑留されていたため、戦犯裁判を免れた。
軍参謀・林忠彦少佐は1944年に飛行機事故で死亡していたため起訴されなかった。
事件に関与した第2野戦憲兵隊の憲兵将校のうち、合志中尉は別件で起訴され死刑を宣告されていたため、本件では起訴されず、河村・大石と同日に処刑された。また水野少佐はシンガポールへの送致が遅れたためか、約1年後の1948年3月に起訴され、担当地域での177人の殺害容疑のうち約120人の殺害を認め、終身刑を宣告された。この裁判がシンガポールにおける最後の裁判となった。

### 首謀者
実質的な首謀者･発案者については、往々にして当時の山下軍司令部の辻参謀と林参謀がしばしばそもそもの発案者とみられることが多い。しかし、参謀らが粛清実施の監督にあたることが決められ、シンガポール戦犯裁判の中心の一つとなった昭南警備隊によるシンガポール市内の華僑粛清について、その任務上督励して回ったことから特に昭南警備隊の不興をかい、さらに戦犯裁判当時、辻は逃亡し林は戦死していたことから、また、階級もあまり高位ではなかったために責任が押し付けられた感がなくもない。『日本憲兵正史』では、粛清は辻と大石憲兵隊長の共同発案説が濃いとした上で、シンガポール到達前のクルアンで大石が鈴木参謀長から粛清の内示を受けて部下に悩みを漏らしていた、馬奈木参謀副長と辻参謀が粛清を激励していたとして、単なる両名提案とは考えられないとしている。これが事実であれば、華僑粛清はシンガポール上陸以前の早い段階からの計画であったことになる。
元NHKプロデューサーの中田整一は、自身が角田房子から引継いだ資料の中に、やはりシンガポールの華僑虐殺で処刑された西村琢磨の教誨師であった浅井堅教が書いた手記（角田が西村の娘から貰ったという）があり、それによるとして、辻がほぼその独断で馬奈木軍参謀副長の承認を得て虐殺命令を出し、その兵を実際に指揮したのは辻と林参謀だと、西村が浅井に語ったとしている。
しかし、河村の『十三階段を上る』では、山下軍司令官から直接にはっきりと抗日分子処分を命じられており、そこでは辻は単に河村への説明にあたり、辻自身も監督にあたることが命じられていただけである。また、もともと山下のいた満洲では軍法会議無しでの即決処刑である「臨陣格殺」の権を軍司令官に認めており、特に激しかったのは山下の赴任以前と思われるが、実際に臨陣格殺が「厳重処分」として横行していたと見られる。山下は満洲から北支那方面軍参謀長として北支事変に参加、その時の支那駐屯憲兵隊司令官佐々木到一中将がやはり満州で治安粛清にあたった経験があり、その経験を踏まえて1939年4月山下の指導の下に「治安粛正要綱」を作成して粛清工作を行い、マレー攻略に転戦する形となっている。林は、山下はこのような考えを北支事変での戦争経験から強めていったのではないかとする。また、山下自身は辻をさほど信用していなかったとされる。さらに、山下は、のちに第14方面軍司令官としてフィリピンに着任した際、ゲリラの横行について「断固とした態度を取らんから相手をつけあがらせる。シンガポールでは最初にピシャリとやったのでおとなしくなった」と宇都宮参謀副長に話している。シンガポールでは、検証に集合しない者は「厳重処分」に処すると山下軍司令官名で布告されている。
林博史によれば、粛清に直接関わっていなくとも、粛清時に軍政部次長であった渡邊渡大佐が第25軍の華僑対策に影響を与えたのではないかともしている。特務機関を歴任、中国通の一人とされ、本人自ら1937~1938年頃華北で山下と知り合い、信任を得たと語っている。中国人への不信感･反感を陸軍大学校の講演で露骨に語り、マレー作戦中の1942年1月に東京に赴いた際には参謀本部で華僑懐柔策に反対、軍作戦上の都合を優先することを唱えたという。

### 被害者数
シンガポール粛清事件による犠牲者の全体総数は、裁判の起訴状に記載がなく、公判の中でも明らかにされなかった。確認文書の中で確認官は「数千人」と記載している。
23日までに処刑された人数はシンガポール市内を担当した昭南警備隊の河村少将の戦犯裁判の法廷での証言では4-5千人、日記では約5千人とされている。同日時点では重要人物は引き続き留置取調べ中で処刑未了となっていたが、24日に開催された作戦会議で、掃討作戦はいったん終了したと報告された。また、シンガポール島の郊外地域を担当した近衛師団の西村少将は自身の管轄区域で1,000人程度としていることから、日本軍の認める堅めの数字でも死者は少なくとも6千人以上とされることも多い。一方で、上記郊外地域での近衛師団の2月28日の抗日華僑の掃討作戦では警備隊も抗日分子の逮捕に協力した(第2次粛清)が、このとき殺害された人数については警備隊の河村は「非常に少ない人数」だったと述べており、約300人だったとする主張もある。その後第3次ともいうべき粛清が同年3月上旬に行われ、このときも殺害されたのは約300人だったとされる。
『日本憲兵正史』は戦犯裁判中弁護側が集めた情報では千名足らずだったとして、千名前後、多くとも二千名に満たないだろうとしている。しかし、当時の『朝日新聞』1942年3月4日7付けによれば、2月28日から3月3日までの全島一斉検挙を行い、あくまで逮捕者であるが70,699人の抗日華僑容疑者を逮捕したとの記述がある。このうち、何名が無事釈放されたか不明である。
戦後1960年代に入って人口増とともに開発が進み、土地が掘り返されると、それまで虐殺の噂すら無かった場所においてさえ多数の集団虐殺された死体が発見されるようになった。多い所では2千人、中華総商会の集計によればやがて1万数千人に達したとされる。しかし、死体の多くは海に（一部は海流に乗って戻って来て沿岸部に漂着したものの）流されたと考えられる。そのことから、実数はこの倍を超えるとも考えられる。この時期のシンガポールの新聞を見ると、犠牲者5万人という数字がよく見られるという。その他、シンガポール国立公文書館の文献のほか、多くの著作で約5万人が一般化しているとされる。一方で、林博史によれば、60年代以降発見された遺骨の多くは砂地のシグラップ以外は原形と留めておらず、人数把握は難しかったはずだとする。
人数は家族皆殺しにあった場合、単身者が殺された場合、その被害が知られず、集計されにくい。当時のシンガポールの状況として、男性単身の労働者が多かったこと、日本軍の進攻にともない難民が押し寄せていたこと、当時の人々にとっては現在ほどのはっきりしたマレーとシンガポールの区別はなかったことが、その状況に拍車をかけている。
戦後東京で陸軍大臣の下につくられた俘虜関係調査中央委員会第4班（責任者・杉田一次元第25軍参謀）の報告書では「3月末までに厳重処断を受けたるもの約5千名なり」とされているが、これは河村少将の日記に拠るものとみられている。シンガポール裁判に提出された証拠書類の中で、同盟通信の記者で第25軍のマレー作戦に従軍していた菱刈隆文は、1942年2月16日にシンガポール入りしてから2,3日後に、杉田参謀が、第25軍参謀作戦部（辻中佐、林少佐）の計画で抗日分子の容疑で5万人の中国人が殺されることになっていると話し、後に5万人を殺害することは不可能だと分かったが約半数は処刑したと話したこと、その約1ヵ月後に林参謀からも5万人を殺害する計画だったが約半数を殺害したときに作戦停止命令が出されたとの話を聞いたことを陳述している。
秦郁彦によれば、シンガポールの許雲樵元南洋大学教授が作成した名簿では、犠牲者数は8,600人余りとなっているとする。許雲樵は膨大な資料を収集して『新馬華人抗日資料』を編纂した人物であるが、林博史によれば、許自身は殺害者数として5万人とも10万人ともいう人もいるが多数というだけで確かなことは言えないとしており、許を継いで『新馬華人抗日資料』の編纂した蔡史君は5万人としているという。ただし、これらの人数の推定根拠は明確でないと林はいう。

### 証拠資料
事件の裁判に関する資料のうち、起訴状や宣誓供述書（日本語訳）は、弁護側の弁護士が日本に持ち帰った記録が刊行された中に含まれているが、裁判の速記録や証拠書類などはイギリス国立公文書館にしか現存しない。また河村少将の日記はその「抜粋」のみが東京裁判に提出され、現物の存在は不明となっていたが、1941年10月6日から1943年4月10日までの日記がイギリス国立公文書館に保管されていた。
東京裁判には内容が少し異なる2種類の河村日記からの「抜粋」が証拠として提出されているが、日記原本と照合すると両者とも内容が原本と大きく異なっている。これは戦後、戦犯問題に対処するために日本陸軍が設置した俘虜関係調査中央委員会が「抜粋」を作成する際に被告人の弁護に有利になるよう、意図的に内容を改竄したものとみられている。

## 戦後への影響
マレー、シンガポール地域全般にとっては、日本軍のシンガポール占領政策においては、華人を迫害する一方で、マレー人を土着民として優遇、インド人は将来の独立インドの担い手としてやや優遇するという扱いがとられ、これにより高まった民族間の対立感情が戦後社会に悪影響を及ぼしたとされる。
もともと東南アジアの華僑社会では、福建人、広東人、客家といった形で出身による帰属意識が強く、必ずしも華人という意識は強くなかったといわれていたが、日中戦争の影響で華人という一体感が強まっていた中、皮肉なことに、日本側からのこの粛清にみられる華僑･華人といった捉え方と弾圧が彼らの一体感を強めたとされ、また、中国本土を含む中国人社会では、南京虐殺につぐ日本軍による大虐殺と捉えられ、戦後の対日感情に長らく影を落とした。
このあとシンガポールでは、日本軍が利用する倉庫から盗みを働こうとした窃盗犯らが捉えられて殺害され晒し首にされた事件（生首事件）、昭南港爆破事件に絡んで多くの住民や捕虜収容所の連合国民間人捕虜が拷問を受けて一部はそれにより死んだ事件（双十節事件）も起こっており、これらが国際社会では日本人の残虐さの証であるかのようにその後もしばらく喧伝されることも多かった。なお、太平洋戦争中、同様な生首事件や、規模はシンガポールに比べ小さいとはいえ華僑虐殺事件はマレー半島各地で起こっている。（参照：日本軍支配下のマレー半島華僑虐殺）

## 戦後の日本の賠償と日本側の追悼
1966年10月25日、日本政府はシンガポールとの間で、2,500万シンガポール・ドル相当の日本の生産物と役務を無償で供与する、という内容の戦後賠償協定を締結し、その協定を1967年9月21日にシンガポールにおいて両国外相が「第二次世界大戦の間のシンガポールにおける不幸な事件に関する問題の早期のかつ完全な解決」のためであるとして調印した。
1976年2月15日の追悼式（日本占領時期死難人民記念碑にて毎年開催）には、高橋・シンガポール日本人会会長と林・日本商工会議所会頭が参列、供花した。
1994年8月28日に、村山富市首相が日本の首相として初めて慰霊塔（日本占領時期死難人民記念碑）を訪れ、献花した。
2017年2月15日の75周年の追悼式では、篠田研次駐シンガポール大使が初めて、追悼式に日本国代表として公式参加し、慰霊塔（日本占領時期死難人民記念碑）に献花した。篠田大使は「深い悲しみと哀悼の意」を「日本人の圧倒的多数とともに共有」と慰霊の言葉を述べた。日本大使の参加は、日本を「敵ではなく平和のパートナー」として参加することを現地の追悼委員会の委員長が提案し、声かけしたもので、現地でも広く報道された。また、当日は、現地のシンガポール日本人学校からも、代表として参加した現地在住日本人の子弟である生徒2名が、慰霊のために折った折鶴を持参して追悼した。

## 関連作品
映画
- ハリマオ（1989年、日本、監督：和田勉）